# PINK SEASON
《PINK SEASON》(핑크 시즌)은 대한민국의 가수 에이핑크가 2015년 8월 26일에 발매한, 일본에서의 첫 정규 음반이다.

## 발매과정
2015년 6월 22일에 에이핑크 일본 공식 사이트를 통해서 첫 정규음반을 8월 12일에 발매함을 알렸다. 7월 10일에는 자켓 사진을, 그 다음 날에 수록 예정곡을 공개하였다. 7월 17일에는 CD 샵 오리지널 특전이, 그 다음날에는 스페셜 굿즈가 결정되었다. 7월 19일에는 DVD 수록 내용을 발표하였다. 그러던 중, 7월 16일 발매된 Pink MEMORY의 타이틀곡인 〈Remember〉가 수록 결정이 되면서 날짜가 2주 뒤인 8월 26일에 발매됨을 일본 공식 홈페이지를 통해서 알렸다. 7월 31일부터 4일간 CD 샵 특전 디자인 샘플 이미지를 공개하였다. 8월 3일에는 수록곡의 순서를 발표하였으며, 같은 날부터 8월 8일까지 하루에 한 곡씩 각 멤버가 곡을 소개하는 영상을 유튜브를 통해서 공개하였다. 2015년 8월 13일에는 유튜브를 통해서 전곡 소개 영상을 공개하였다. 2015년 8월 26일 유니버설 뮤직 재팬을 통해서 발매가 되었다.

## 수록곡
CD
| #            | 제목                                                         | 작사            | 작곡                         | 편곡  | 재생 시간 |
| ------------ | ------------------------------------------------------------ | --------------- | ---------------------------- | ----- | --------- |
| 1.           | 〈PINK SEASON〉                                              | G.NA            | 슈퍼창따이                   | 1:34  |           |
| 2.           | 〈NoNoNo -Japanese Ver.-〉                                   | PA-NON          | 신사동호랭이, Kupa           | 3:40  |           |
| 3.           | 〈BUBIBU -Japanese Ver.-〉                                   | 하세가와        | 황금두현, 노는어린이         | 3:42  |           |
| 4.           | 〈U You -Japanese Ver.-〉                                    | Ayaka, Ume      | 황금두현, 노는 어린이, L.eon | 3:25  |           |
| 5.           | 〈モルラヨ -Japanese Ver.-→몰라요 (Japanese Ver.)〉          | HI-D            | 슈퍼창따이                   | 3:46  |           |
| 6.           | 〈Remember -Japanese Ver.-〉                                 | PA-NON          | 신사동호랭이, 범이낭이       | 3:52  |           |
| 7.           | 〈Mr. Chu (On Stage) -Japanese Ver.-〉                       | 후지바야시 쇼코 | 이단옆차기, Seion            | 3:34  |           |
| 8.           | 〈MY MY -Japanese Ver.-〉                                    | MEG.ME          | 신사동호랭이, 라도           | 3:54  |           |
| 9.           | 〈HUSH -Japanese Ver.-〉                                     | 하세가와        | 라도, 휴우                   | 3:29  |           |
| 10.          | 〈天使じゃない -Japanese Ver.-→천사가 아냐 (Japanese Ver.)〉 | HI-D            | KZ, 곰돌군                   | 3:26  |           |
| 11.          | 〈Good Morning Baby -Japanese Ver.-〉                        | 야마기시 유토   | 이단옆차기, 텐조와 타스코    | 3:46  |           |
| 12.          | 〈LUV -Japanese Ver.-〉                                      | KABUTA          | 신사동호랭이, 범이낭이       | 3:59  |           |
| 13.          | 〈4月19日 -Japanese Ver.-→4월 19일 (Japanese Ver.)〉         | 박초롱          | 김진환                       | 4:22  |           |
| 총 재생 시간 | 총 재생 시간                                                 | 총 재생 시간    | 총 재생 시간                 | 46:29 |           |

DVD
| #  | 제목                                      | 재생 시간 |
| -- | ----------------------------------------- | --------- |
| 1. | 〈NoNoNo MusicVideo〉                     |           |
| 2. | 〈NoNoNo MusicVideo【Dance feat.Ver.】〉  |           |
| 3. | 〈Mr. Chu MusicVideo〉                    |           |
| 4. | 〈Mr. Chu MusicVideo【Dance feat.Ver.】〉 |           |
| 5. | 〈LUV MusicVideo〉                        |           |
| 6. | 〈LUV MusicVideo【Dance feat.Ver.】〉     |           |
| 7. | 〈LUV MusicVideoLip SynchroVer.〉         |           |

| #  | 제목                                           | 재생 시간 |
| -- | ---------------------------------------------- | --------- |
| 1. | 〈Road to 1st Album「PINK SEASON」from debut〉 |           |

### 참조주
1. ↑  〈Seven Springs Of Apink〉 와 같은 곡으로 가사 중에서 나오는 Seven은 멤버가 6명이 되어서 그에 맞게 Six로 바꾸어져있다.

### 내용주
1. ↑  “■Apink Japan 1st Album『PINK SEASON』リリース決定！！” [■에이핑크 일본 첫 앨범 《PINK SEASON》 발매 결정!!]. 2015년 8월 5일에 확인함.
2. ↑  “Apink　1st　アルバム『PINK SEASON』ジャケット公開！” [에이핑크 1번째 앨범 《PINK SEASON》 자켓 공개!]. 2015년 8월 5일에 확인함.
3. ↑  “Apink JAPAN 1st Album『PINK SEASON』CDショップ オリジナル特典 決定！！” [에이핑크 1번째 앨범 《PINK SEASON》 CD 샵 오리지널 특전 결정!!]. 2015년 8월 5일에 확인함.
4. ↑  “アルバム『PINK SEASON』初回限定盤スペシャルグッズ決定！” [앨범 《PINK SEASON》 초회한정반 스페셜 굿즈 결정!]. 2015년 8월 5일에 확인함.
5. ↑  “アルバム『PINK SEASON』初回限定盤A、B特典DVDの映像内容発表！！” [앨범 《PINK SEASON》 초회한정반A, B 특전 DVD의 영상 내용 발표!!]. 2015년 8월 5일에 확인함.
6. ↑  “緊急告知！！” [긴급 고지!!]. 2015년 8월 5일에 확인함.
7. ↑  “1st Album「PINK SEASON」収録曲 ・曲順 発表！！” [1번째 앨범 《PINK SEASON》 수록곡 · 곡순 발표!!]. 2015년 8월 5일에 확인함.
8. ↑  “■アルバム新録曲をメンバーからお届け！試聴動画を1日1曲ずつ公開！” [■앨범 새 녹음곡을 멤버로부터 알려줌! 시청 영상을 1일 1곡씩 공개!]. 2015년 8월 5일에 확인함.
9. ↑  “Apink - アルバム『PINK SEASON』全曲紹介ムービー” [에이핑크 - 정규 앨범 《PINK SEASON》 소개 영상].